# Künzing
Künzing – miejscowość i gmina w Niemczech, w kraju związkowym Bawaria, w rejencji Dolna Bawaria, w regionie Donau-Wald, w powiecie Deggendorf> Leży około 20 km na południowy wschód od Deggendorfu, nad Dunajem, przy drodze B8 i linii kolejowej Ratyzbona – Wels.

## Dzielnice
W skład gminy wchodzą następujące dzielnice: Girching, Künzing,Wallerdorf, Langkünzing, Girchingerfeld,Herzogau, Piflitz, Grund, Hub, Thannberg, Dorf, Geinöd, Langburg, Dulling, Inkam, Zeitlarn, Forsthart, Meiering

## Demografia
| Rok  | Liczba mieszk. |
| ---- | -------------- |
| 1970 | 2 613          |
| 1987 | 2 895          |
| 2000 | 3 157          |
| 2005 | 3 224          |
| 2008 | 3 128          |

### Struktura wiekowa
Dane o ludności z 31 grudnia 2008:
| Opis                                | Ogółem | Ogółem | Kobiety | Kobiety | Mężczyźni | Mężczyźni |
| ----------------------------------- | ------ | ------ | ------- | ------- | --------- | --------- |
| Jednostka                           | osób   | %      | osób    | %       | osób      | %         |
| Populacja                           | 3128   | 100    | 1578    | 50,45   | 1550      | 49,55     |
| Wiek przedprodukcyjny (0–17 lat)    | 592    | 18,93  | 284     | 9,08    | 308       | 9,85      |
| Wiek produkcyjny (18–65 lat)        | 1911   | 61,09  | 946     | 30,24   | 965       | 30,85     |
| Wiek poprodukcyjny (powyżej 65 lat) | 625    | 19,98  | 348     | 11,13   | 277       | 8,86      |

## Polityka
Wójtem gminy jest Bernhard Feuerecker, rada gminy składa się z 16 osób.
|      | CSU/ ÜWG | SPD/Bezpartyjni | FWG | JL | Razem |
| 2008 | 7        | 5               | 4   | -  | 16    |
| 2002 | 7        | 4               | 4   | 1  | 16    |

## Zabytki
- Muzeum Quintana

## Oświata
W gminie znajdują się dwa przedszkola oraz szkoła podstawowa i Hauptschule (19 nauczycieli, 309 uczniów).